# K. K. Barrett

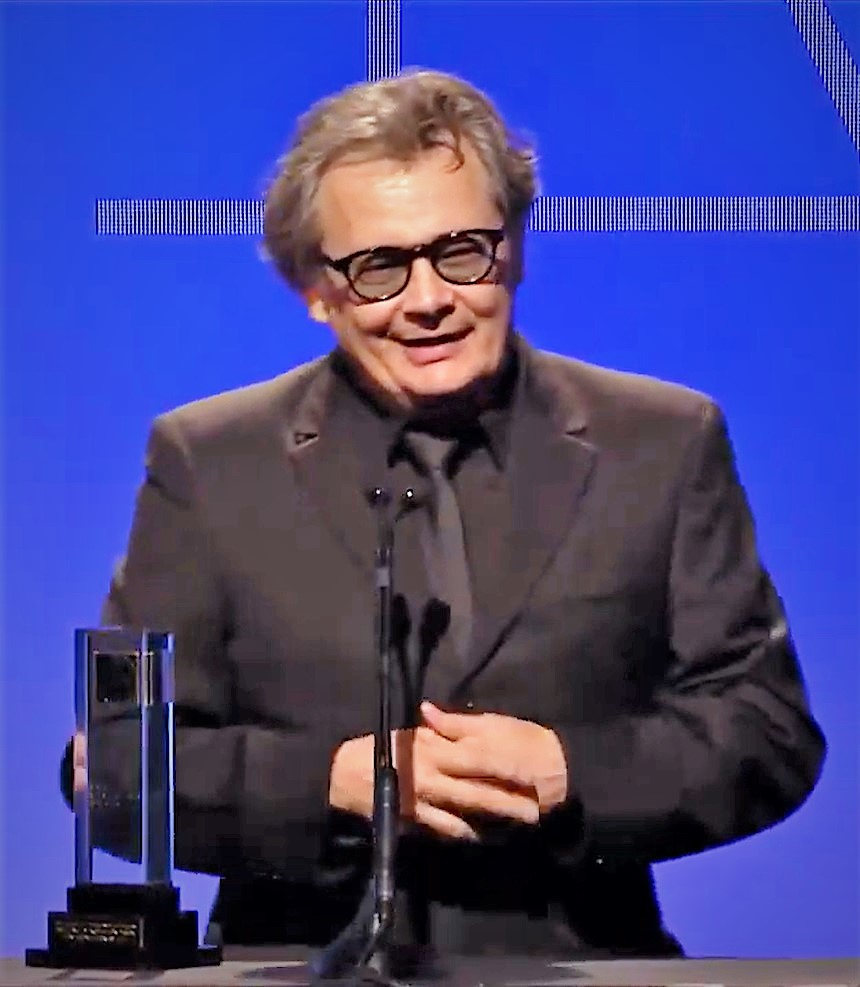
K. K. Barrett

K. K. Barrett (* 1952 in Omaha, Nebraska) ist ein US-amerikanischer Szenenbildner. Er begann seine Karriere Mitte der 1970er Jahre als Drummer in der Punk-Rock-Band The Screamers in Los Angeles, wobei er vor allem für seine minimalistischen Schlagzeugstücke berühmt wurde. Anfang der 1980er Jahre löste sich die Band auf und er begann als Produktionsdesigner zu arbeiten.
Für seine Arbeit am Musikvideo The New Pollution von Beck wurde er 1997 mit einem MTV Video Music Award in der Kategorie Best Art Direction in a Video ausgezeichnet.
Bei der Oscarverleihung 2014 wurde er zusammen mit Gene Serdena für seine Arbeit bei Her für den Oscar in der Kategorie Bestes Szenenbild nominiert.

## Filmografie (Auswahl)
- 1999: Being John Malkovich
- 2001: Human Nature – Die Krone der Schöpfung (Human Nature)
- 2002: Adaptation.
- 2003: Lost in Translation
- 2004: I Heart Huckabees
- 2006: Marie Antoinette
- 2009: Wo die wilden Kerle wohnen (Where the Wild Things Are)
- 2011: Extrem laut & unglaublich nah (Extremely Loud & Incredibly Close)
- 2013: Her
- 2017: Woodshock
- 2019: Der Distelfink (The Goldfinch)
- 2020: Birds of Prey: The Emancipation of Harley Quinn (Birds of Prey (and the Fantabulous Emancipation of One Harley Quinn))